# Мокша (річка)
Мокша (мокш. Мокша, Йов) — річка у центрі Європейської частини Росії, протікає територією Пензенської області, Республіки Мордовії, Нижньогородської та Рязанської областей. Права, друга за величиною, після річки Клязьми, притока річки Оки. Належить до водного басейну річки Волги → Каспійського моря.

## Походження назви
Вважається, що назва утворена древнім індоєвропейським населенням басейну річки Оки, яке говорило мовою, близькою до балтійських мов. Гідронім можна порівняти з індоєвропейською основою *mekša-, що означала «проливання, витікання». Припускають, що в мові індоєвропейських аборигенів мокша означала: «потік, течія, річка».
Походження назви також пов'язують з ім'ям слов'янської язичницької богині Мокоші. Їй поклонялися лісові племена, які жили в цих місцях тисячу років тому і вважали Мокошу покровителькою джерел та родючості. Біля витоку річки влаштовано оглядову альтанку, а поруч встановлено скульптуру давньої поганської богині на ім'я Мокош. Серед кількох старих дерев верби, в землю вкопаний зруб, закритий зверху залізобетонною плитою. На залізобетонній плиті зображена дівчина, яка схилилася до джерела, і набирає воду у глечик.

## Географія

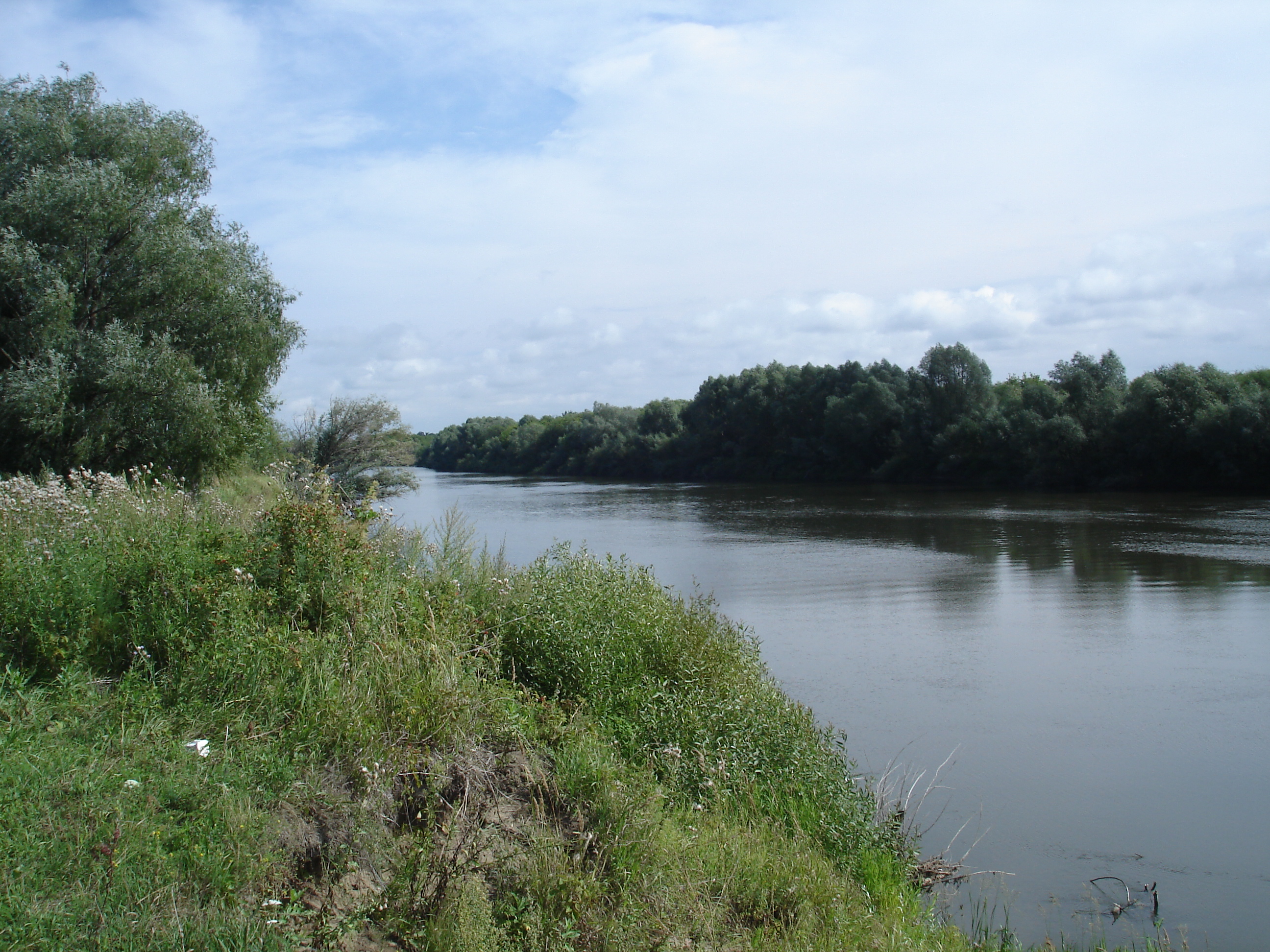
Річка Мокша на кордоні Сасовського та Пітелінського районів

Річка бере свій початок на південній околиці села Виглядовка Мокшанського району Пензенської області, на висоті 240 м над рівнем моря.
Тече у звивистому руслі, в основному на північний захід. У середній та нижній частині — русло сильно звивисте, з численними старицями та озерцями у заплавах. У Пензенській області протікає Мокшанським, Нижньоломовським, Наровчатським районами; у Мордовії — Ковилкинським, Краснослободським, Єльниківським, Темниковським, Теньгушевським районами; у Нижньогородській області — Вознесенським районом; у Рязанській області — Кадомським, Сасовським, Пітелинським, Єрмишинським районами.
Впадає з правого берега, у річку Оку, за 350 км від її гирла, на північній околиці села П'ятницький Яр Пітелинського району Рязанської області, на висоті 79 м.
Довжина річки — 656 км. Площа басейну — 51 000 км². Повне падіння рівня русла від витоку до гирла становить 161 м, що відповідає середньому похилу русла — 0,25 м/км.
Швидкість течії міняється в залежності від рельєфу поверхні, і коливається в межах 0,1-0,3 м/с — у верхній течії, 0,1-0,5 — в середній та 0,2 у нижній течії. Ширина русла у верхній течії доходить до 50-80 м, при глибині — 1,5-3,0 м, в середній течії ширина коливається від 50 до 85 м, при глибині — 1,9-3,5 м; в нижній течії ширина коливається в межах 70—110 м, при глибині — до 3,2-4,0 м. Дно русла річки на всій протяжності складається в основному із піщаних порід, місцями, у верхній течії  — глинисте.

## Притоки
Річка Мокша приймає більше п'яти десятків приток довжиною понад 10 км. Найбільших із них, довжиною понад 50 км — 13, із них понад 100 км — 5 (від витоку до гирла):
| Назва притоки | Довжина,(км) | Площа водозбірного басейну, (км²) | Відстань від гирла р. Мокши (км) | Витрата води,(м³/с) |
| ------------- | ------------ | --------------------------------- | -------------------------------- | ------------------- |
| → Атміс       | 114          | 2430                              | 540                              |                     |
| → Ломовка     | 74           | 1330                              | 532                              |                     |
| → Шелдаїс     | 53           | 460                               | 477                              |                     |
| → Паньжа      | 53           | 308                               | 464                              |                     |
| ← Іса         | 149          | 2350                              | 437                              |                     |
| ← Сивинь      | 124          | 1830                              | 338                              |                     |
| ← Уркат       | 63           | 501                               | 295                              | 2                   |
| ← Сатис       | 89           | 1570                              | 191                              |                     |
| ← Сарма       | 63           | 804                               | 183                              |                     |
| ← Варнава     | 54           | 550                               | 170                              |                     |
| ← Єрмиш       | 85           | 1070                              | 121                              |                     |
| → Вад         | 222          | 6500                              | 105                              | 7,5 (85 км)         |
| → Цна         | 451          | 21 500                            | 51                               | 46 (139 км)         |

## Населенні пункти
Береги річки та її сточище, доволі густо заселені, тут розташовано кілька десятків населених пунктів (найбільші із них, від витоку до гирла): смт Мокшан, села: Богородське, Голіцино, Наровчат, Кочелаєво, Червона Пресня, місто: Ковилкіно, села: Курніно, Троїцьк, Волгапіно, Рибкіно, Єфаєве, Шеварки, міста: Краснослободськ, Темников, село Теньгушево, смт Кадом.

## Використання
У 1950-х роках в середній течії річки було побудовано кілька гідровузлів ГЕС, але без судноплавних шлюзів. У 1955 році, за 2 км нижче гирла річки Цна на річці Мокші, був побудований Расипухінський гідровузол з ГЕС і дерев'яним судноплавним шлюзом. Судноплавство по річці здійснювалося до середини 1990-х років.